# Bolszaja Muszerań
Bolszaja Muszerań (ros. Большая Мушерань) – wieś (dieriewnia) w Rosji, w Mari El, w rejonie morkińskim. W 2010 liczyła 139 mieszkańców.